# Филиппи, Эрнесто
Эрнесто Филиппи Кавани (род. 26 октября 1950, Лукка, Тоскана) — уругвайский футбольный арбитр. Известен тем, что судил один матч в рамках Чемпионата мира по футболу 1994 в США. Также судил товарищеские матчи между Англией и Германией в 1993 году, матч между Испанией и Германией в 1994 году.